# Departamento de Policía de Miami
El Departamento de Policía de Miami (en inglés, Miami Police Department o por sus siglas, MPD) es el departamento de policía de la ciudad de Miami, Florida. Tiene su sede en Downtown Miami. 
Manuel A. Morales es el jefe del departamento.

## Estaciones
- Miami Police Headquarters
- Miami Police North Station
- Miami Police South Station
- Miami Police Grapeland Heights Substation [2]